# Гютербок, Энтони Фицхардинг, 18-й барон Беркли
Энтони Фитцхардинг Гютербок, 18-й барон Беркли, барон Гютербок, также известный как Тони Беркли (родился 20 сентября 1939 года) — британский аристократ и лейбористский парламентарий.
Обладатель древнего английского наследственного титула пэра, созданного в 1421 году, лорд Беркли заседает в Палате лордов благодаря тому, что в 2000 году он получил титул пожизненного пэра.

## Биография
Родился 20 сентября 1939 года в Саттоне (Лондон). Гютербоки родом из Берлина и его окрестностей в бывшей Восточной Германии. Единственный сын бригадира Эрнеста Адольфа Леопольда Гютербока (? — 1984) и достопочтенной Синтии Эллы Фоли (1909—1991). Его родители поженились 4 августа 1937 года. Синтия — младшая из двух дочерей Эвы Мэри Фоли, 16-й баронессы Беркли (1875—1964), её старшая сестра — Мэри Лалле Фоли-Беркли, 17-я баронесса Беркли (1905—1992).
Энтони Гютербок получил образование в Итонском колледже, а затем поступил в Тринити-колледж в Кембридже, где получил степень бакалавра (или магистра). Затем он сделал карьеру в области гражданского строительства в George Wimpey plc в качестве инженера до 1985 года. В течение следующих десяти лет он работал инженером в Eurotunnel 1985—1995.
Энтони Гютербок унаследовал древний титул своих предков по материнской линии барон Беркли в 1992 году, сменив свою тетю Мэри Фоли-Беркли, 17-ю баронессу Беркли. Лорд Беркли дополнительно стал бароном Гетербоком из Крэнфорда в лондонском районе Хиллингдон в 2000 году, но остается известным в парламенте как лорд Беркли. Его пожизненное звание пэра позволяет ему продолжать заседать в качестве лейбористского пэра в Палате лордов после изгнания подавляющего большинства наследственных пэров в 1999 году; он не был избран наследственным представительным пэром.
С момента своего вступления в Палату лордов в 1992 году лорд Беркли служил представителем оппозиции по транспорту в 1996—1997 годах и оппозиционным кнутом в 1996—1997 годах. Он является секретарем Общепартийной парламентской велосипедной группы и представил много вопросов в Палате лордов по транспортной политике, в том числе о велосипедах в поездах. Беркли также ставил вопросы о поведении полиции в отношении гражданских свобод. Беркли поставил под сомнение ограничения на пэров, приводящих гостей в Палату лордов во время визита президента США Барака Обамы в Лондон.
Лорд Беркли был председателем Группы железнодорожных перевозок, отраслевого представительного органа для сектора железнодорожных перевозок, и избран членом правления Европейской ассоциации железнодорожных перевозок. Он также является попечителем Плимутской морской лаборатории , президентом Ассоциации морских пилотов Великобритании.
Ему был пожалован Орден Британской империи в 1989 году «за заслуги перед строительной отраслью», лорд и леди Беркли делят свое время между домами в Лондоне и Полруане, Корнуолл.
В 2019 году барон Беркли стал вице-председателем Общепартийной парламентской группы по разоблачению. Он был назначен сопредседателем, когда группа была воссоздана в 2020 году. Все нынешние и бывшие члены группы подвергались критике со стороны некоторых участников кампании по реформе законодательства о разоблачении, ставя под сомнение их прозрачность и подотчетность после отставки сэра Нормана Лэмба из группы.

## Семья
Барон Беркли был трижды женат. 10 июля 1965 года он женился первым браком на Диане Кристин Таунсенд (род. 6 октября 1942), дочери Эрика Уильяма Джона Таунсенда. Супруги развелись в 1998 году, у них было трое детей:
- Достопочтенный Томас Фицхардинг Гютербок (род. 5 января 1969), старший сын и наследник титула. С 1995 года женат на Хелен Рут Уолш.
- Достопочтенный Роберт Уильям Гютербок (род. 22 декабря 1970)
- Достопочтенная Филиппа Луиза Гютербок (род. 1975)

8 мая 1999 года он женился вторым браком на Джулии Кларк, дочери Майкла Кларка. 24 февраля 2017 года его третьей женой стала Кэтлин Мэриан Бинни (род. 1947). Второй и третий браки оказались бездетными.